# Tulucești
Tulucești es una comuna ubicada en el distrito de Galați, Rumania.

## Superficie
Posee una superficie de 72,62 kilómetros cuadrados.

## Demografía
Hasta 2021 la población era de 6407 habitantes, con una densidad de población de 88,23 habitantes por kilómetro cuadrado.